# گویمی
گویمی (به لاتین: Guymi) یک منطقهٔ مسکونی در روسیه است که در شهرستان لاکسکی واقع شده‌است.